# Moskowskaja objedinjonnaja elektrossetewaja kompanija
Die Moskowskaja objedinjonnaja elektrossetewaja kompanija (russisch Московская объединённая электросетевая компания, kurz МОЭСК, engl. Moscow United Electric Grid Company), bis 2006 Moskowskaja oblastnaja elektrossetewaja kompanija (russ. Московская областная электросетевая компания, engl. Moscow Region Power Grid Company) ist ein russisches Unternehmen mit Sitz in Moskau.
Das Unternehmen ist in der Energiewirtschaft tätig und Eigentümer von Stromleitungen im städtischen Großraum Moskau. Es entstand 2005 aus einem Teil des russischen Energiekonzerns Mosenergo. Das Unternehmen ist gegenwärtig ein Tochterunternehmen des russischen Energiekonzerns Rosseti. Es beschäftigt rund 16.000 Mitarbeiter und ist an der Börse in Moskau gelistet.